# 陳瀅
陳瀅（英語：Jeannie Chan Ying，1989年10月22日—），香港女演員、模特兒，現為無綫電視基本合約兼邵氏兄弟藝員。

## 個人經歷

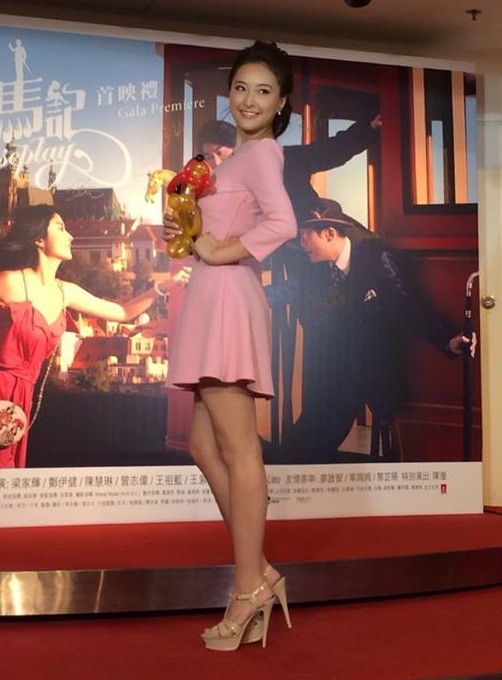
陳瀅於2014年3月27日出席的《盜馬記》首映禮。

陳瀅有一姊一弟，自小在加拿大溫哥華長大，為華裔加拿大人。她畢業於英屬哥倫比亞大學（工商管理學士），回流香港後成為模特兒，亦有接拍電影。2014年，她在無綫劇集《女人俱樂部》飾演1980年代高傲校花年青版「容丹丹」而開始為人所知，2015年在無綫劇集《四個女仔三個BAR》飾演見習大律師「霍紫凝（Brittany）」，並憑此劇於《萬千星輝頒獎典禮2015》首度獲提名「最佳女配角」；同年8月則推出第一本圖像文學《半透明的舞孃》。2018年，陳瀅在無綫台慶劇《跳躍生命線》飾演急症室護士「向滿月（Luna）」，並憑此劇首度獲提名《萬千星輝頒獎典禮2019》「新加坡最喜愛TVB女主角」及「馬來西亞最喜愛TVB女主角」。2019年，她在無綫劇集《福爾摩師奶》飾演開膛手「魏素嘉」，於劇集結局的演技獲不少網民讚賞，並認為她能夠奪得《萬千星輝頒獎典禮2019》「最佳女主角」或「最佳女配角」。
2020年，陳瀅在無綫劇集《黃金有罪》飾演「水敏婷」一角，並憑此劇於《萬千星輝頒獎典禮2020》首度獲提名「最佳女主角」及「最受歡迎電視女角色」。2021年，她在《萬千星輝頒獎典禮2021》入圍「飛躍進步女藝員」最後五強，亦憑無綫劇集《愛美麗狂想曲》入圍「最佳女主角」最後十強。另外，她近年成為無綫電視監製陳維冠、陳耀全及方駿釗的常用演員。
2022年8月，陳瀅在無綫劇集《痞子殿下》飾演「納克溫柔」一角，並憑此劇於《萬千星輝頒獎典禮2022》首度入圍「最佳女主角」最後五強及「最受歡迎電視女角色」最後十強。同年10月，陳瀅於無綫電視台慶劇《美麗戰場》飾演「鍾家寶」一角，並憑此劇於《萬千星輝頒獎典禮2022》入圍「馬來西亞最喜愛TVB女主角」最後十強。同年年尾，陳瀅於《AEG 娛樂人氣王2022》頒獎典禮獲得「最喜愛女演員」一獎，並與周嘉洛憑《痞子殿下》獲得「最佳CP組合」獎。其後，陳瀅亦於《Yahoo! 搜尋人氣大獎2022》獲得「人氣電視女藝人」獎。

## 圈中好友
陳瀅在加入無綫電視後結交了不少圈內好友，2013年跟幾名飾演少年版《M Club》的演員：大姊賴慰玲、二姊黃山怡、三姊吳燕菁、四姊吳嘉熙、五姊 / 五妹（自己）、六妹陳嘉寶及七妹王敏奕結拜成為姐妹。2014年因拍攝劇集《四個女仔三個BAR》而與何雁詩及劉佩玥成為閨蜜。2020年則與蔡思貝、賴慰玲、陳嘉寶、何雁詩及吳嘉熙組成姊妹團「SÏXTERS」。2021年因拍攝劇集《痞子殿下》而與周嘉洛、王灝兒及朱敏瀚成為好朋友，並將組合名為「SSFN」。

## 感情生活
陳瀅與何鴻燊四子何猷亨在2015年9月開始拍拖，但兩人於2016年7月宣告分手，亦表示即使分手還是朋友；2018年先後與羅天宇及陳家樂傳出緋聞，但她表示只屬好朋友關係。2022年8月，《痞子殿下》播出。她與同劇搭檔周嘉洛傳出姐弟戀緋聞，後澄清和周嘉洛只屬好朋友關係。同年10月，《美麗戰場》播出。她與同劇搭檔方力申傳出緋聞，後澄清與方力申是好朋友。

## 演出作品

### 電視劇（無綫電視）
| 首播   | 劇名              | 角色                          |
| 2014年 | 女人俱樂部        | 容丹丹（青年）                |
| 2015年 | 四個女仔三個BAR   | 霍紫凝（Brittany）            |
| 2016年 | 潮流教主          | 林可彤（Meg）                 |
| 2016年 | 殭                | 阮 冰                         |
| 2016年 | 一屋老友記        | Jeannie                       |
| 2016年 | 愛·回家之八時入席 | 雲飛飛（Vivian）（青年）      |
| 2017年 | 全職沒女          | 繆 思（Muse）                 |
| 2017年 | 誇世代            | 尚慶端（青年）                |
| 2018年 | 平安谷之詭谷傳說  | 邱青蘭                        |
| 2018年 | 跳躍生命線        | 向滿月（Luna）                |
| 2019年 | 福爾摩師奶        | 魏素嘉                        |
| 2019年 | 廉政行動2019      | 沈泳君                        |
| 2020年 | 黃金有罪          | 水敏婷                        |
| 2020年 | 降魔的2.0         | Jeannie                       |
| 2021年 | 愛美麗狂想曲      | 李小勇                        |
| 2021年 | 伙記辦大事        | 常 笑                         |
| 2021年 | 七公主            | 君 月（Moon／趙君月／胡頌秋） |
| 2022年 | 痞子殿下          | 納克溫柔／蠻儀／榮婉娟（青年）  |
| 2022年 | 美麗戰場          | 鍾家寶（Michelle）            |
| 2023年 | 寵愛Pet Pet       | 客 人                         |
| 2025年 | 痞子無間道        | 符 玲                         |
| 未播映 | 特勤女團          | 江妙姿                        |

### 電視劇（其他）
| 首播            | 劇名             | 角色             |
| 邵氏兄弟        |                  |                  |
| 2018年          | 守護神之保險調查 | Joanne           |
| 2022年          | 飛虎3壯志英雄    | 何家寶           |
| 2025年          | 執法者們         | 周欣婷           |
| 拍攝中          | 反黑2            |                  |
| 港台電視31、31A |                  |                  |
| 2016年          | 我的家庭醫生2    | 浠 潼            |
| 其他            |                  |                  |
| 2023年          | 攻心證室         | 張曼迪           |
| 2024年          | 家族榮耀之繼承者 | 丘芷彤（Noelle） |

### 電視節目（無綫電視）
| 首播   | 節目名             | 備註                                |
| 2018年 | 3日2夜             | 第二輯主持（第31 - 33集、與劉佩玥） |
| 2023年 | 約埋班Friend去旅行 |                                     |

### 電影
| 首映   | 電影名                           | 角色             |
| 2012年 | 寒戰                             | 陳少珍（Nicole） |
| 2013年 | 在一起                           | 小 冰            |
| 2013年 | 迷離夜                           | 張太太           |
| 2014年 | 盜馬記                           | 李旦女兒         |
| 2016年 | 寒戰II                           | 陳少珍（Nicole） |
| 2018年 | 藉著每餐說愛你（時代廣場微電影） | 陳小姐           |
| 2019年 | 代人尋味（時代廣場微電影）       | Jeannie          |
| 2021年 | 總是有愛在隔離                   | Milky            |
| 2023年 | 女子監獄                         | 陳寶玲           |

### 電台節目
| 年份            | 節目名 | 備註 |
| 商業電台叱咤903 |        |      |
| 新城知訊台      |        |      |

## 書籍

### 寫真集
| 日期          | 書名         | 國際標準書號       |
| 種星堂        |              |                    |
| 2015年8月21日 | 半透明的舞孃 | ISBN 9789881464200 |

## 曾獲獎項及提名
| 年份                         | 獎項                                                          | 劇集                                       | 角色           | 結果       |
| ---------------------------- | ------------------------------------------------------------- | ------------------------------------------ | -------------- | ---------- |
| 萬千星輝頒獎典禮             |                                                               |                                            |                |            |
| 2015年                       | 最佳女配角                                                    | 《四個女仔三個BAR》                        | 霍紫凝         | 提名       |
| 2016年                       | 最佳女配角                                                    | 《殭》                                     | 阮冰           | 提名       |
| 2018年                       | 新加坡最喜愛 TVB 女主角                                       | 《跳躍生命線》                             | 向滿月         | 提名       |
| 2018年                       | 馬來西亞最喜愛 TVB 女主角                                     | 《跳躍生命線》                             | 向滿月         | 提名       |
| 2018年                       | 最佳女配角                                                    | 《跳躍生命線》                             | 向滿月         | 提名       |
| 2019年                       | 最佳女配角                                                    | 《福爾摩師奶》                             | 魏素嘉         | 提名       |
| 2020年                       | 最佳女主角                                                    | 《黃金有罪》                               | 水敏婷         | 提名       |
| 2020年                       | 最受歡迎電視女角色                                            | 《黃金有罪》                               | 水敏婷         | 提名       |
| 2020年                       | 馬來西亞最喜愛 TVB 女主角                                     | 《黃金有罪》                               | 水敏婷         | 提名       |
| 2021年                       | 飛躍進步女藝員                                                | 《愛美麗狂想曲》 《伙記辦大事》 《七公主》 | 不適用         | 最後五強   |
| 2021年                       | 最佳女主角                                                    | 《愛美麗狂想曲》                           | 李小勇         | 最後十強   |
| 2021年                       | 最佳女主角                                                    | 《伙記辦大事》                             | 常笑           | 提名       |
| 2021年                       | 最受歡迎電視女角色                                            | 《愛美麗狂想曲》                           | 李小勇         | 提名       |
| 2021年                       | 最受歡迎電視女角色                                            | 《伙記辦大事》                             | 常笑           | 提名       |
| 2021年                       | 最受歡迎電視搭擋 （與蕭正楠）                                 | 《愛美麗狂想曲》                           | 不適用         | 提名       |
| 2021年                       | 最受歡迎電視搭擋 （與黃翠如、林夏薇、高海寧、江嘉敏、鄺潔楹） | 《七公主》                                 | 不適用         | 提名       |
| 2021年                       | 馬來西亞最喜愛 TVB 女主角                                     | 《愛美麗狂想曲》                           | 李小勇         | 提名       |
| 2021年                       | 馬來西亞最喜愛 TVB 女主角                                     | 《伙記辦大事》                             | 常笑           | 提名       |
| 2021年                       | 女藝人最佳衣著獎                                              | 不適用                                     | 獲獎           |            |
| 2022年                       | 最佳女主角                                                    | 《痞子殿下》                               | 納克溫柔       | 最後五強   |
| 2022年                       | 最佳女主角                                                    | 《美麗戰場》                               | 鍾家寶         | 提名       |
| 2022年                       | 最受歡迎電視女角色                                            | 《痞子殿下》                               | 納克溫柔       | 最後十強   |
| 2022年                       | 最受歡迎電視女角色                                            | 《美麗戰場》                               | 鍾家寶         | 提名       |
| 2022年                       | 最受歡迎電視拍擋 （與周嘉洛、JW王灝兒、朱敏瀚、張頴康）       | 《痞子殿下》                               | 不適用         | 獲獎       |
| 2022年                       | 最受歡迎電視拍擋 （與劉佩玥、陳曉華）                         | 《美麗戰場》                               | 不適用         | 提名       |
| 2022年                       | 馬來西亞最喜愛 TVB 女主角                                     | 《痞子殿下》                               | 納克溫柔       | 提名       |
| 2022年                       | 馬來西亞最喜愛 TVB 女主角                                     | 《美麗戰場》                               | 鍾家寶         | 最後十強   |
| TVB 馬來西亞星光薈萃頒獎典禮 |                                                               |                                            |                |            |
| 2015年                       | 最喜愛 TVB 電視角色                                           | 《四個女仔三個BAR》                        | 霍紫凝         | 提名       |
| 2017年                       | 最喜愛 TVB 電視角色                                           | 《全職沒女》                               | 繆思           | 提名       |
| 2017年                       | 最喜愛 TVB 女配角                                             | 《全職沒女》                               | 繆思           | 提名       |
| 2017年                       | 最喜愛 TVB 飛躍進步女藝員                                     | 《全職沒女》                               | 繆思           | 提名       |
| 星和無綫電視大獎             |                                                               |                                            |                |            |
| 2017年                       | 我最愛 TVB 女配角                                             | 《全職沒女》                               | 繆思           | 提名       |
| 微博星耀盛典                 |                                                               |                                            |                |            |
| 2019年                       | 微博人氣急升藝人                                              | 不適用                                     | 不適用         | 獲獎       |
| 觀眾在民間電視大奬           |                                                               |                                            |                |            |
| 2018年                       | 民選最佳女配角                                                | 《跳躍生命線》                             | 向滿月         | 得票第四名 |
| 2018年                       | 民選飛躍女藝員                                                | 《跳躍生命線》 《3日2夜》                  | 不適用         | 得票第四名 |
| 2021年                       | 民選飛躍女藝員                                                | 《愛美麗狂想曲》 《伙記辦大事》 《七公主》 | 不適用         | 提名       |
| 2021年                       | 民選最佳女配角                                                | 《愛美麗狂想曲》                           | 李小勇         | 提名       |
| 2021年                       | 民選最佳戲劇拍擋 （與蕭正楠）                                 | 《愛美麗狂想曲》                           | 不適用         | 提名       |
| 2022年                       | 民選最佳女主角                                                | 《痞子殿下》                               | 納克溫柔       | 提名       |
| 2022年                       | 民選最佳戲劇拍擋 （與周嘉洛、JW王灝兒、朱敏瀚、張頴康）       | 《痞子殿下》                               | 不適用         | 提名       |
| YAHOO!搜尋人氣大獎           |                                                               |                                            |                |            |
| 2022年                       | 熱搜本地男女藝人或組合                                        | 不適用                                     | 不適用         | 頭100位    |
| 2022年                       | 人氣票后10強                                                    | 不適用                                     | 不適用         | 10強       |
| 2022年                       | 電視女藝人                                                    | 不適用                                     | 不適用         | 獲獎       |
| 2022年                       | 人氣電視劇CP（與劉佩玥、陳曉華）                              | 不適用                                     | 不適用         | 獲獎       |
| AEG 娛樂人氣王               |                                                               |                                            |                |            |
| 2022年                       | 最喜愛女演員（電視劇）                                        | 《美麗戰場》                               | 鍾家寶         | 獲獎       |
| 2022年                       | 最佳CP組合（與周嘉洛）                                        | 《痞子殿下》                               | 紀威、納克溫柔 | 獲獎       |

## 外部連結
- 陳瀅的新浪微博
- 陳瀅 Jeannie Chan的Facebook專頁
- 陳瀅的Instagram帳戶
- 陳瀅的Tumblr
- YouTube上的陳瀅頻道
- 陳瀅在香港影庫上的簡介